# Републикански път III-5908
Републикански път IIІ-5908 е третокласен път, част от Републиканската пътна мрежа на България, преминаващ изцяло по територията на Хасковска област, Община Ивайловград. Дължината му е 30,7 km.
Пътят се отклонява надясно при 72,3 km на Републикански път II-59 южно от село Черни рид, на билото на източнородопския рид Сърта и се насочва на юг по южните му склонове. Минава последователно през селата Плевун и Железари и при село Меден бук слиза в долината на Бяла река (ляв приток на Луда река от басейна на Арда). Между селата Железари и Меден бук пътят не е изграден и представлява полски път. След Меден бук завива на изток, продължава по долината на Бяла река и северно от моста при село Мандрица се свързва с Републикански път III-598 при неговия 21,3 km.
| Пътища, отклоняващи се надясно (населено място, № на пътя, посока на пътя) | km   | Пътища, отклоняващи се наляво (посока на пътя, № на пътя, населено място) |
| -------------------------------------------------------------------------- | ---- | ------------------------------------------------------------------------- |
| Община Ивайловград, II-59, 72,3 km →                                       | 0,0  | → 72,3 km, II-59, Община Ивайловград                                      |
| с. Плевун                                                                  | 8    | → с. Плевун, общински път (за с. Костилково)                              |
|                                                                            | 10,6 | → общински път (за с. Кондово)                                            |
| с. Железари                                                                | 13   | с. Железари                                                               |
| с. Меден бук                                                               | 19,2 | с. Меден бук                                                              |
| (за с. Долно Луково) общински път ←                                        | 24,4 |                                                                           |
| с. Мандрица                                                                | 30,7 | ← с. Мандрица, 21,3 km, III-598 (от гр. Ивайловград)                      |